# Pederpes
Pederpes ('Peter's Foot') is een geslacht van uitgestorven tetrapoden uit het Vroeg-Carboon, daterend van 348 tot 347,6 miljoen jaar geleden in het Tournaisien (Vroeg-Mississippien). Pederpes bevat als enige soort Pederpes finneyae.
Deze meest basale tetrapode uit het Carboon had een grote, enigszins driehoekige kop, vergelijkbaar met die van het latere Amerikaanse zustergeslacht Whatcheeria, waarvan hij zich onderscheidt door verschillende skeletkenmerken, zoals een stekelachtige musculus latissimus dorsi (een armspier) aanhechting op het opperarmbeen en verschillende kleine schedelkenmerken. De voeten hadden kenmerken die het onderscheidden van de peddelachtige voeten van Ichthyostegalia uit het Devoon en leken op de voeten van latere, meer aan het land aangepaste Carboonvormen. Pederpes is de vroegst bekende tetrapode die het begin van voortbeweging op het land vertoont en ondanks de waarschijnlijke aanwezigheid van een zesde vinger op de voorpoten was het op zijn minst functioneel pentadactyl, met vijf vingers.

## Ontdekking
Pederpes werd in 1971 ontdekt in de Auchenreoch Glen in centraal Schotland en in eerste instantie geclassificeerd als een basale kwastvinnige vis. De fossielen werden gevonden in de Ballaganformatie. Het type-exemplaar was een bijna compleet in verband liggend skelet. Alleen de staart en enkele botten van de schedel en ledematen ontbraken. Pas in 2002 benoemde Jennifer Clack het fossiel en herclassificeerde het als een basale tetrapode.

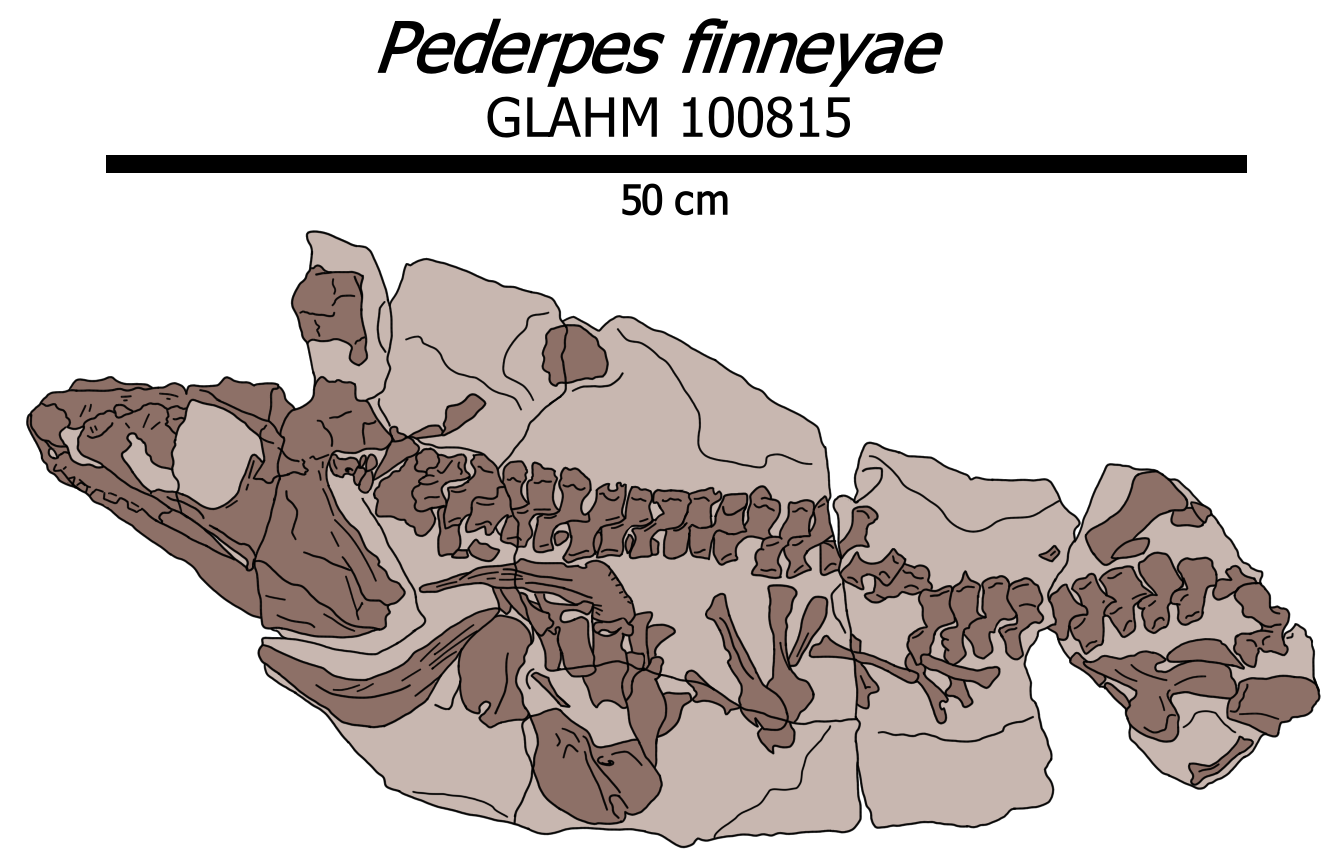
Tekening van het holotype

De geslachtsnaam kan gelezen worden als 'Peder-pes', als een eerbetoon aan de Noorse ontdekker Peder Aspen, zijn naam combinerend met een Latijn pes, 'voet'. De soortaanduiding eert Sarah M. Finney die het stuk eind jaren negentig prepareerde.
Het holotype is GLAHMS 100815.

## Fylogenie
Pederpes wordt geplaatst in de familie Whatcheeriidae, van onzekere verwantschappen met andere tetrapode families. Hoewel een 'amfibie' in ruime zin, is Pederpes binnen de moderne cladistische fylogenie geen lid van de kroongroep Lissamphibia in de betekenis van moderne amfibieën. Als een zeer basale tetrapode valt hij onder de traditionele klasse Amphibia in de oude Linnaeaanse taxonomie.
Pederpes is een belangrijk fossiel omdat het afkomstig is uit de periode die bekend staat als Romer's Gap en biologen zeldzame informatie verschaft over de ontwikkeling van tetrapoden in een tijd waarin het gewervelde landleven zeldzaam was.

## Anatomie en levensstijl
Pederpes was een meter lang, waardoor hij van gemiddelde grootte was voor een vroege tetrapode.
De vorm van de schedel en het feit dat de voeten naar voren wijzen in plaats van naar buiten duiden erop dat Pederpes goed was aangepast aan het landleven. Het is momenteel het vroegst bekende volledig landbewonende dier, hoewel de structuur van het oor laat zien dat zijn gehoor onder water nog steeds veel functioneler was dan op het land, en hij mogelijk een groot deel van zijn tijd in het water heeft doorgebracht en daar had kunnen jagen.
De smalle schedel suggereert dat Pederpes ademde door in te ademen met een door spieren aangedreven uitzetting van de longen zoals de meeste moderne tetrapoden, in plaats van door lucht in de longen te pompen met een keelzak zoals veel moderne amfibieën doen.